# شون ألتمان
شون ألتمان (بالإنجليزية: Sean Altman)‏ هو مغني أمريكي، ولد في 9 مايو 1961 في سان دييغو في الولايات المتحدة.

## وصلات خارجية
- شون ألتمان على موقع IMDb (الإنجليزية)
- شون ألتمان على موقع ميوزك برينز (الإنجليزية)
- شون ألتمان على موقع ديسكوغز (الإنجليزية)